# Хорошхин, Борис Иванович
Борис Иванович Хорошхин (1883—27 января 1940) — русский офицер, герой Первой мировой войны. Участник Белого движения, генерал-майор.

## Биография
Казак станицы Уральской Уральской области, сын офицера Ивана Павловича Хорошхина.
Окончил Оренбургский Неплюевский кадетский корпус (1901) и Константиновское артиллерийское училище (1903), в составе 6-й артиллерийской бригады участвовал в русско-японской войне. За боевые отличия был награждён двумя орденами. Произведен в поручики 1 сентября 1906 года. 25 ноября 1906 года переведен в 9-ю артиллерийскую бригаду, где состоял бригадным адъютантом. Произведен в штабс-капитаны 3 сентября 1910 года.
В Первую мировую войну вступил в составе 9-й артиллерийской бригады. Удостоен ордена Св. Георгия 4-й степени
За то, что 26-го апреля 1915 года в бою у с. Ленчки при отходе пехоты с позиции у фольварка Стодолина остался с одним орудием на позиции у этого фольварка и, жертвуя собою, стрелял до последнего патрона по наступающим колоннам, чем задержал их наступление и дал возможность своей пехоте отойти.
Произведен в капитаны 30 июля 1915 «за отличия в делах против неприятеля». 16 июля 1916 года назначен командующим 3-й батареей 117-го отдельного легкого артиллерийского дивизиона. 29 июля 1916 года назначен командующим 1-й батареей 9-й артиллерийской бригады, а 15 января 1917 года произведен в подполковники «за отличия в делах против неприятеля» с утверждением в должности.
К 1922 году оказался в эмиграции в Югославии, состоял членом Общества кавалеров ордена Св. Георгия. Затем переехал во Францию. В 1931 году — помощник уральского атамана, председатель Союза чинов Сибирских войск в Париже. Эмигрантская жизнь Хорошхина протекала нелегко. Одно время он держал в Ницце ресторан, потом у него была торговля в Париже, но последние годы Борис Иванович работал поваром. Умер в 1940 году в Манделье-ла-Напуль.
Его сын Юрий (ум. 1985) окончил Первый Русский кадетский корпус (1928) в эмиграции во Франции, похоронен на кладбище Сент-Женевьев-де-Буа.

## Награды
- Орден Святой Анны 4-й ст. с надписью «за храбрость» (ВП 15.12.1905)
- Орден Святого Станислава 3-й ст. с мечами и бантом (ВП 5.10.1906)
- Орден Святой Анны 3-й ст.
- Орден Святого Станислава 2-й ст. с мечами (ВП 21.01.1915)
- Мечи и бант к ордену Св. Анны 3-й ст. (ВП 14.02.1915)
- Орден Святого Владимира 4-й ст. с мечами и бантом (2.03.1915)
- Орден Святого Георгия 4-й ст. (ВП 20.11.1915)
- Старшинство в чине капитана с 10 августа 1911 года (ВП 7.12.1916)